# Irmgard Möller
Irmgard Möller (Bielefeld, 13 mei 1947) is een Duits voormalig lid van de Rote Armee Faction.
Irmgard Möller was studente germanistiek voordat ze overging tot de gewapende strijd voor de terreurbeweging. Haar vader was een docent aan de hogeschool.

## Terrorisme
Op 22 oktober 1971 was Möller samen met Margrit Schiller en Gerhard Müller betrokken bij een vuurgevecht met politieagenten in Hamburg. Een van de agenten werd zesmaal geraakt en stierf aan zijn verwondingen. Möller werd aanvankelijk gezocht als hoofddader, hoewel Schiller later verklaarde dat Gerhard Müller verantwoordelijk was voor de dood van de agent.
Op 12 mei 1972 blies Möller samen met Angela Luther omstreeks kwart over twaalf het hoofdkwartier van de politie in Augsburg op met behulp van koffers met explosieven. Door de explosies raakten vijf agenten gewond.
Op 24 mei 1972 werd een aanslag gepleegd met auto's vol explosieven op het hoofdkwartier van de Amerikaanse militaire inlichtingsdienst in Heidelberg. Men neemt aan dat Möller een van de twee daders was van de aanslag, waarbij drie soldaten omkwamen en vijf gewond raakten.
Op 9 juli van hetzelfde jaar werd Irmgard Möller verraden door mede-RAF-genoot Hans-Peter Konieczny. Na haar arrestatie werd ze veroordeeld tot een lange gevangenisstraf door de rechtbank van Hamburg.

## Zelfmoordpoging
Op 18 oktober 1977 zou Irmgard Möller een zelfmoordpoging hebben ondernomen door zichzelf met een mes in de borst te steken. Tegelijkertijd beroofden andere gedetineerde RAF-leden, Andreas Baader, Gudrun Ensslin en Jan-Carl Raspe, zich van het leven, respectievelijk door middel van een pistoolschot, ophanging en een pistoolschot. Deze wapens werden waarschijnlijk door hun advocaten naar binnen gesmokkeld. Van de leiding van de RAF is alleen Möller levend uit de gevangenis gekomen. Ze houdt vol dat het geen zelfmoord is geweest, maar moord in opdracht van de Duitse regering. Ze werd om gezondheidsredenen op 1 december 1994 vrijgelaten. Tegenwoordig leeft ze in de anonimiteit, hoewel er berichten zijn dat ze sinds 2006 in Hamburg woonachtig is.